# Neuf essais sur Dante
Neuf essais sur Dante est un recueil d'essais de l'écrivain argentin Jorge Luis Borges, paru en 1982.

## Présentation
Tout en conservant les traits les plus caractéristiques de l'écriture de Borges, comme l'érudition, le goût des mises en abyme, la retenue du style, ce recueil laisse entrevoir l'expérience propre de l'auteur face au sentiment amoureux, et à la production artistique, plus particulièrement littéraire, comme substitut à ses déceptions.
Partant de l'hypothèse que Dante a conçu la Divine Comédie parce que l'amour de Béatrice lui avait échappé, et dans le but intime de l'y retrouver, Borges, au prétexte du décryptage de neuf scènes de la Divine Comédie, expose sa propre vision des mobiles, des ressorts et des contraintes de la production littéraire, et de l'investissement de l'auteur dans celle-ci.
Les neuf essais sont :
- Prologue ;
- Le Dernier Voyage d'Ulysse ;
- Le Bourreau compatissant ;
- Le Faux Problème d'Ugolin ;
- Dante et les Visionnaires anglo-saxons ;
- Purgatoire, I, 13 ;
- Le Noble Château du Chant IV ;
- La Rencontre en rêve ;
- Le Dernier Sourire de Béatrice ;
- Le Simurgh et l'Aigle.